# Da'an, Baicheng
Da'an är ett härad som lyder under Baichengs stad på prefekturnivå i Jilin-provinsen i nordöstra Kina. Det ligger omkring 200 kilometer nordväst om provinshuvudstaden Changchun. 